# Junkanoo
Junkanoo, également connu sous le nom de Jankunu ou festival John Canoe est un cortège masqué célébré depuis la fin du XVIIIe siècle, à l'époque de l'esclavage. Il est organisé sous la forme d'un défilé de rue avec de la musique, de la danse et des costumes. Son origine, bien qu'elle soit revendiquée par plusieurs îles des Caraïbes anglophones, pointe fortement vers la Jamaïque, et s'est ensuite répandue dans le reste des Caraïbes. Bien que provenant de la même origine, la célébration a évolué au fil du temps. Jankunu est ainsi observé autour du Boxing Day (26 décembre), du jour de l'An (1er janvier) et des vacances de Pâques en fonction des pays. Ces défilés culturels sont principalement présentés en Jamaïque (où cette tradition est l'une des plus anciennes célébrations de danse), aux Bahamas et au Belize. Il y a aussi des défilés de Jankunu à Miami (Floride) en juin et à Key West  (Floride) en octobre, où les populations noires locales ont leurs racines dans les Caraïbes. Les danses sont chorégraphiées au rythme des tambours en peau de chèvre et des sonnailles.
En plus d'être une danse culturelle pour le peuple caraïbe des Garifunas, ce type de danse est également exécuté aux Bahamas le jour de leur indépendance et pour d'autres fêtes historiques. Des défilés Junkanoo ont également eu lieu dans le sud-est de la Caroline du Nord. Cependant, la coutume est devenue moins populaire après l'abolition de l'esclavage. La dernière célébration connue de Jonkonnu dans le sud des États-Unis a eu lieu à Wilmington (Caroline du Nord), à la fin des années 1880.

## Histoire
Le festival est peut-être né à la fin du XVIIe siècle, lorsque des Africains réduits en esclavage ou leurs descendants, dans les plantations de la Jamaïque, ont célébré des vacances accordées aux alentours de Noël. Les costumes et les tambours utilisés lors des célébrations en Jamaïque présentent de fortes similitudes avec les danses masquées des Africains de l'ouest. La contribution apportée aux origines de cette tradition jamaïcaine se retrouve dans trois « groupes » de traditions festives ouest-africaines. Ceux-ci sont; le festival de l'igname de la société secrète Mmo des peuples Igbo ; les mascarades Egungun des Yoruba ; et le festival de l'igname Homowo du peuple Ga. Dans des pays comme les Bahamas après l'émancipation, la tradition s'est poursuivie et le junkanoo a évolué loin d'une simple origine à un défilé formel et organisé avec des costumes complexes, une musique thématique et des prix officiels dans diverses catégories.
L'origine du mot junkanoo est contestée. Les théories incluent qu'il porte le nom d'un héros folklorique nommé John Canoe ou qu'il dérive de "gens inconnus" en français, car les masques sont portés par les fêtards. Douglas Chambers, professeur d'études africaines à l'université du Sud du Mississippi, suggère une possible origine Igbo de la divinité Igbo de l'igname Njoku Ji faisant référence aux festivités à temps pour le nouveau festival de l'igname. Chambers suggère également un lien avec la tradition de masquage Igbo okonko du sud de l'Igboland, qui présente des masques à cornes et d'autres personnages masqués dans un style similaire aux masques jonkonnu. Des similitudes avec les festivals Yoruba Egungun ont également été identifiées. Cependant, une origine Akan est plus probable parce que la célébration des festivals de déguisements se déroule la même semaine de Noël (25 décembre au 1er janvier) dans les régions centrale et occidentale du Ghana et aussi John Canoe est en fait un roi Ahanta existant qui a régné sur le Cap des Trois-Pointes, au Ghana, avant 1720, la même année où le festival John Canoe est créé dans les Caraïbes. Comme l'a souligné Jeroen Dewulf, le terme peut avoir eu une dimension religieuse, liée à la divinité Akan Nyankompong, qui est connue dans les sources anglaises du XVIIIe siècle sous le nom de John Company.
Selon Edward Long, un propriétaire d'esclaves/historien jamaïcain du XVIIIe siècle, le festival John Canoe est créé en Jamaïque et dans les Caraïbes par des Akans réduits en esclavage qui ont soutenu l'homme connu sous le nom de John Canoe. Ce dernier aurait tourné le dos aux Brandebourgeois et se serait rangé du côté de Nzima afin de reprendre la région. La nouvelle de sa victoire aurait atteint la Jamaïque et il est célébré depuis ce Noël de 1708 lorsqu'il a vaincu pour la première fois les forces prussiennes pour Axim. Vingt ans plus tard, sa forteresse fut brisée par les forces Fante voisines aidées par la puissance militaire des Britanniques.
Les captifs Ahanta, Nzima et Fante ont été emmenés en Jamaïque comme prisonniers de guerre. Le festival lui-même comprenait des motifs de batailles typiques de la mode Akan. Les nombreux masques de guerre et formations de danse de guerre du peuple Ahanta sont devenus partie intégrante de cette célébration dans le monde entier, en particulier dans les Caraïbes. Les masques et les vêtements élaborés ressemblent à la tenue de combat Akan avec des charmes, appelée "Batakari".
Le Junkanoo est inscrit sur la liste représentative du patrimoine culturel immatériel de l'humanité par l'UNESCO en décembre 2023.

## Description
De nombreuses colonies de Jonkonnu sont importantes, la Jamaïque (comme Jankunu, jonkonnu), les Bahamas (comme Junkanoo), la Virginie célébraient Jonkonnu.

L'historien Stephen Nissenbaum a décrit le festival tel qu'il se déroulait en Caroline du Nord au XIXe siècle :
Il s'agissait essentiellement d'un groupe d'hommes noirs — généralement jeunes — qui s'habillaient de costumes ornés et souvent bizarres. Chaque groupe est dirigé par un homme vêtu de diverses manières de cornes d'animaux, de haillons élaborés, d'un déguisement féminin, d'un visage blanc (et portant une perruque de gentleman !), ou simplement de son "costume de rendez-vous du dimanche". Accompagné de musique, le groupe défilait sur les routes de plantation en plantation, de ville en ville, accostant les Blancs en cours de route et pénétrant même parfois dans leurs maisons. Dans le processus, les hommes ont exécuté des danses élaborées et (pour les observateurs blancs) grotesques qui sont probablement d'origine africaine. Et en échange de cette performance, ils exigeaient toujours de l'argent (le chef portait généralement «un petit bol ou une tasse en étain» à cet effet), bien que le whisky soit un substitut acceptable.

## Dans la culture populaire
Le défilé Junkanoo a figuré dans des films tels que le film de James Bond Opération Tonnerre (décrit à tort comme un festival local de type Mardi Gras), Coup d'éclat et Les Dents de la mer 4, ainsi que dans l'épisode de la saison 1 "Calderone's Return (Part II) " de la série télévisée Deux Flics à Miami de 1984, se déroulant sur l'île fictive de St. Andrews. Tous les romans de James Bond ont été écrits en Jamaïque.
Une chanson intitulée "Junkanoo Holiday (Fallin'-Flyin')" apparaît sur l'album Keep The Fire de Kenny Loggins en 1979. La chanson est écrite par Loggins. Cette chanson suit immédiatement la chanson à succès "This Is It" sur l'album. "This Is It" a une fin en fondu qui se transforme en "Junkanoo Holiday (Fallin'-Flyin')", omettant une pause complète entre les deux chansons.
Dans le treizième épisode de l'émission télévisée Top Chef: All-Stars, "Fit for a King", les concurrents ont dansé lors d'un défilé Junkanoo, ont découvert son histoire et se sont affrontés pour préparer le meilleur plat pour le Junkanoo King.
Le retour post-Covid à Junkanoo est brièvement évoqué à travers les épisodes en deux parties 189 et 190 du podcast de Nicole Byer et Sasheer Zamata, Best Friends, documentant leur voyage aux Bahamas,.

## Galerie

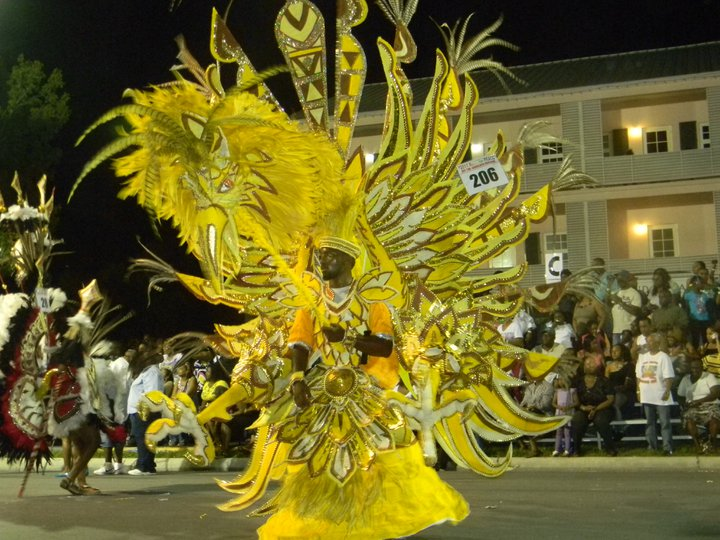
Rush for Peace (Freeport, Bahamas, 2011)
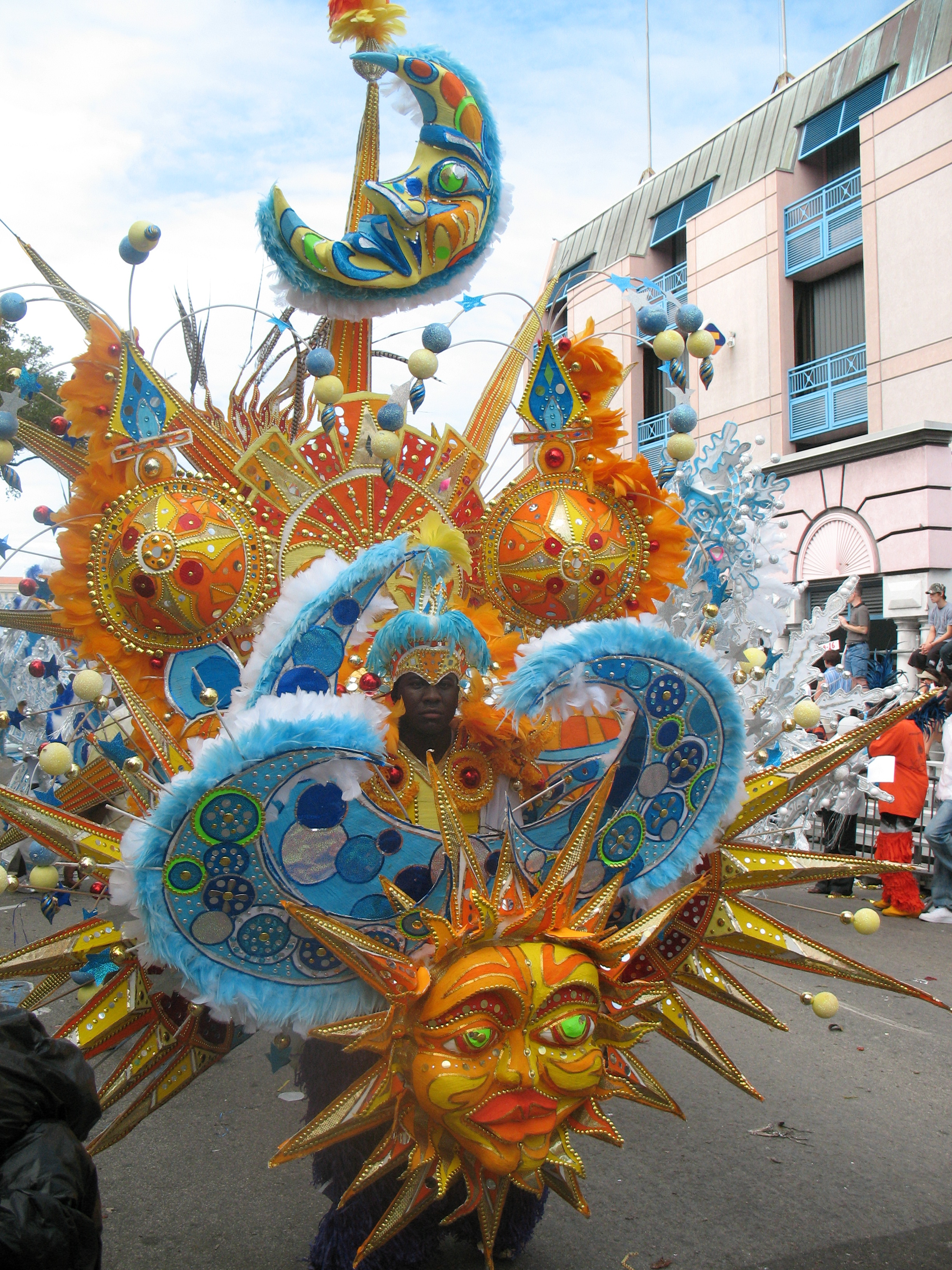
Junkanoo costume
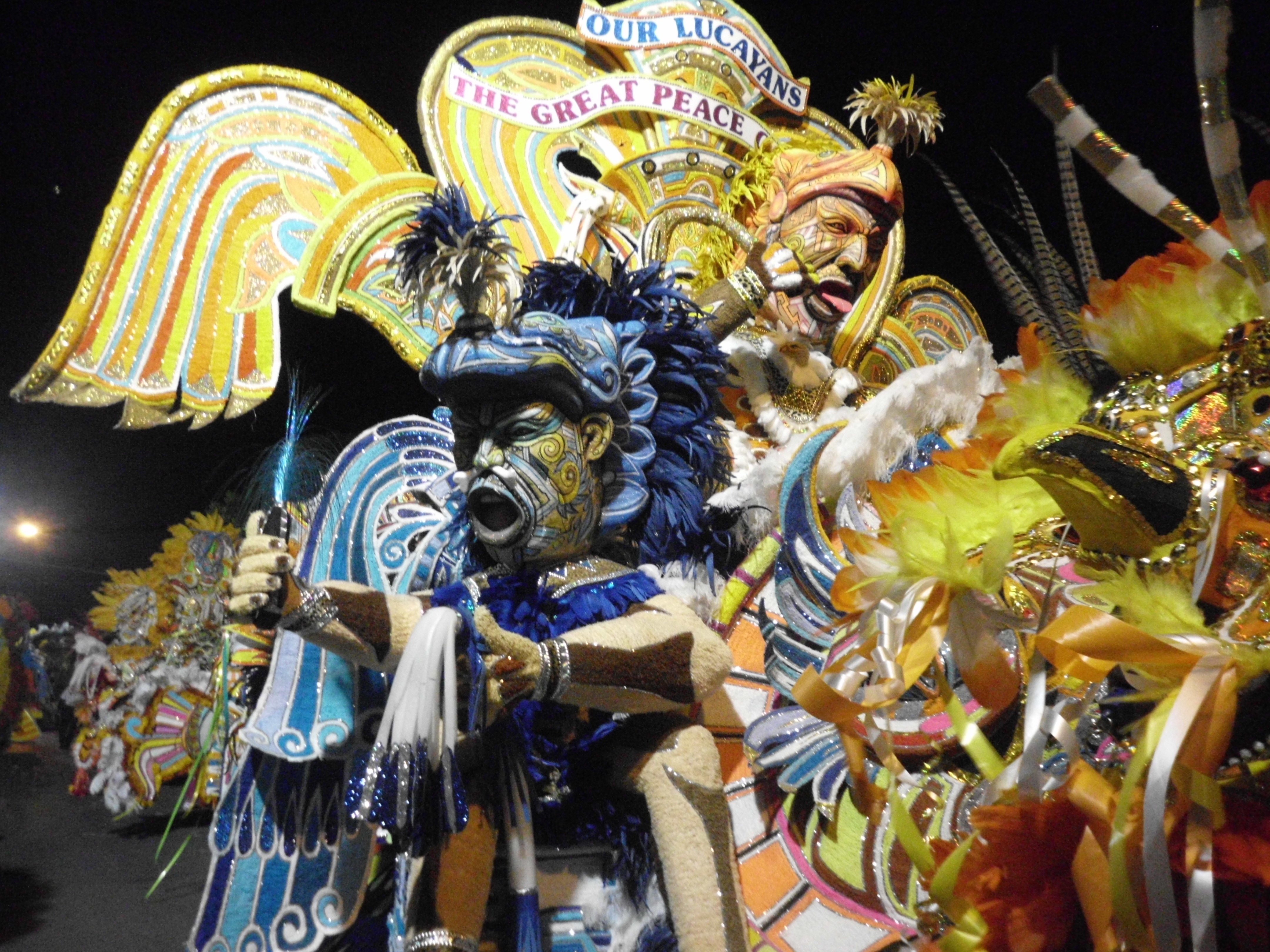
Junkanoo costume
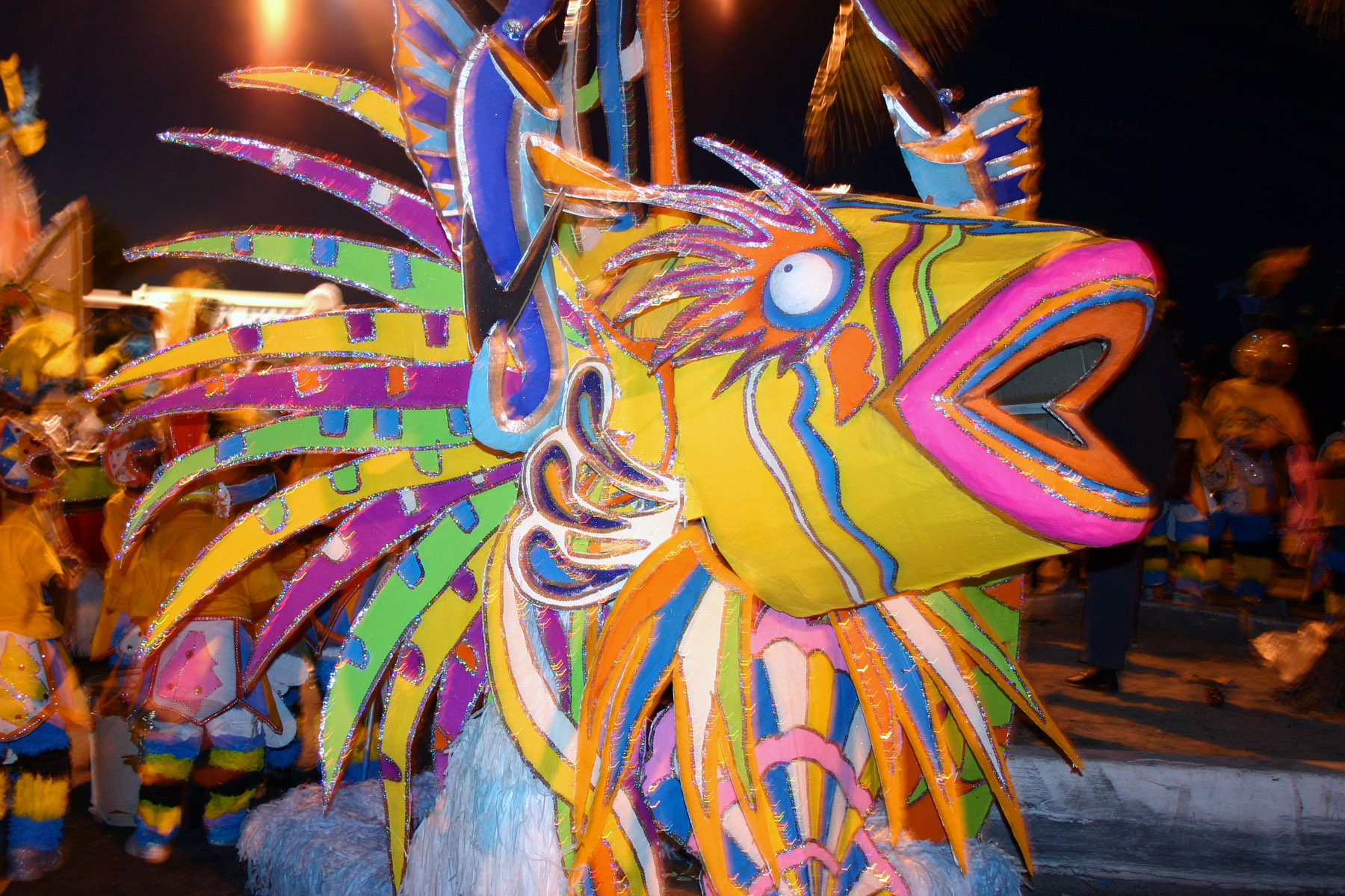
Junkanoo Festival, Nassau 2005
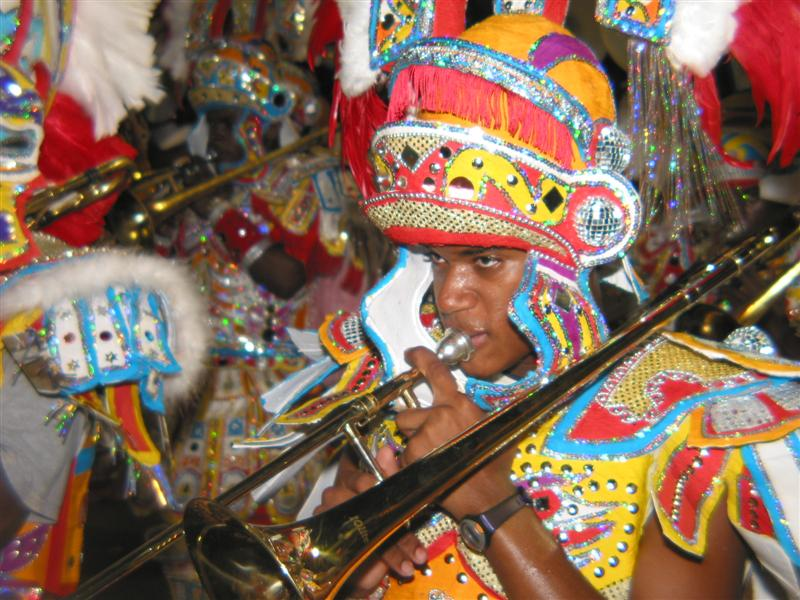
Musicien du Junkanoo 2005